# Velika Braina
Velika Braina (cyr. Велика Браина) – wieś w Serbii, w okręgu jablanickim, w gminie Medveđa. W 2011 roku liczyła 28 mieszkańców.